# Synagoge (Dillingen/Saar)

Synagoge in Dillingen (Rekonstruktionszeichnung)

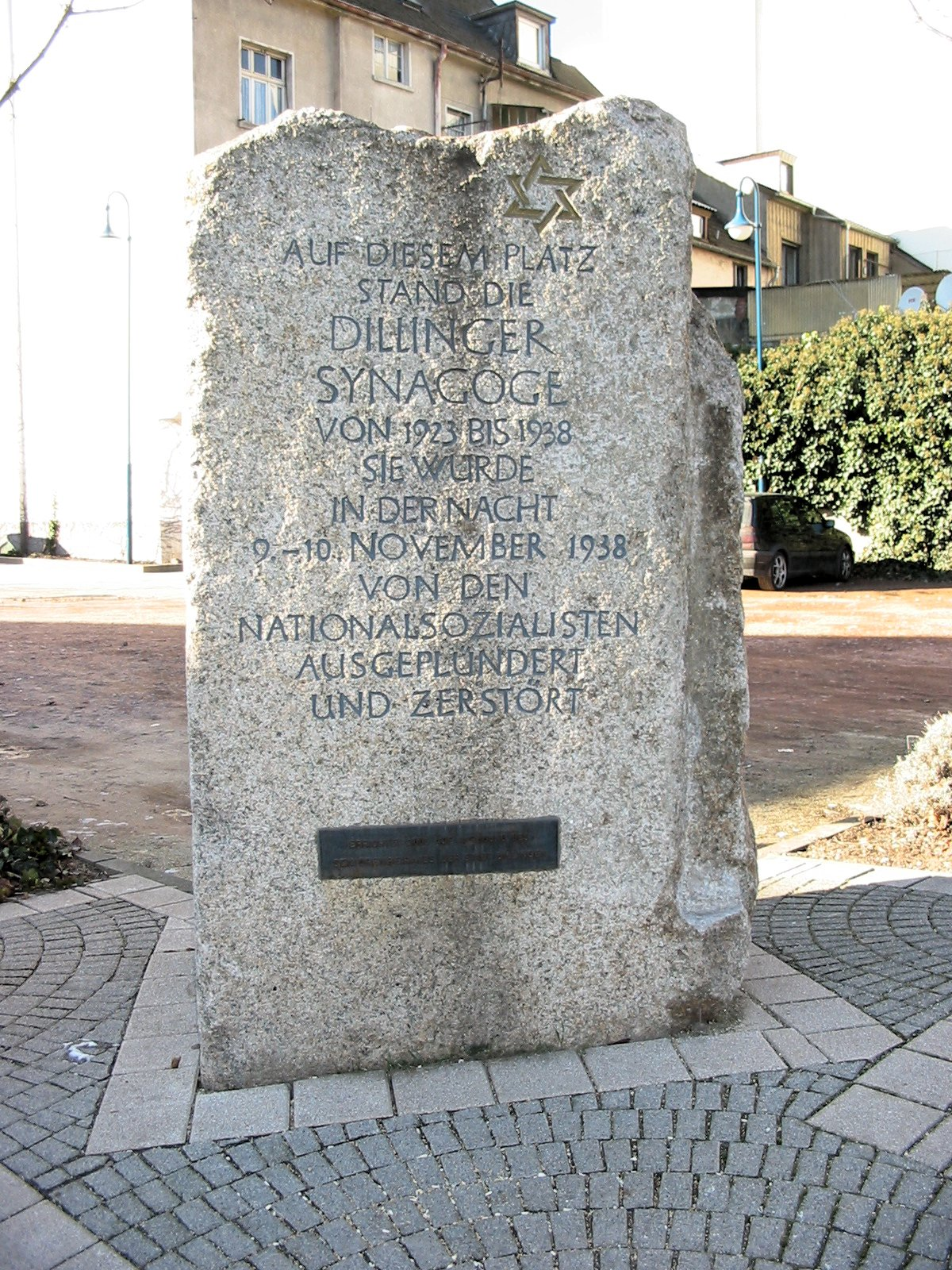
Gedenkstein

Die Synagoge in Dillingen/Saar, einer Stadt im Kreis Saarlouis im Saarland, wurde 1923/24 errichtet. Die ehemalige Synagoge befand sich an der Schlossstraße 5. 

## Geschichte
Im Jahr 1904 bat die jüdische Gemeinde Dillingen bei den Behörden um Erlaubnis für eine Sammlung zugunsten eines Synagogenbaus. Nach Plänen der Architekten Sommer und Schleich wurde schließlich in den Jahren 1923/24 eine Synagoge durch den Umbau eines Wohnhauses errichtet. 
Die Synagoge wurde 1935 nach dem Wegzug eines großen Teiles der Gemeindemitglieder verkauft. Dennoch wurde sie beim Novemberpogrom am 9./10. November 1938 geplündert und in Brand gesetzt. 
Ein Gedenkstein für die zerstörte Synagoge wurde am 9. November 2003 aufgestellt.